# Gandhi (película)
Gandhi es una película biográfica de 1982 dirigida por Richard Attenborough sobre la vida de Mahatma Gandhi, figura central del movimiento de independencia indio y defensor de la no violencia.
Gandhi fue estrenado por Columbia Pictures en la India el 30 de noviembre de 1982, en el Reino Unido el 3 de diciembre y en los Estados Unidos el 8 de diciembre. Fue elogiado por proporcionar un retrato históricamente preciso de la vida de Gandhi, el movimiento de independencia indio y los resultados nocivos de la colonización británica en la India. Sus valores de producción, diseño de vestuario y actuación de Kingsley recibieron elogios de la crítica mundial. Se convirtió en un éxito comercial, recaudando 127,8 millones de dólares con un presupuesto de 22 millones de dólares. Gandhi recibió once nominaciones en los 55º Premios de la Academia, ganando ocho Premios Óscar, incluyendo Mejor Película, Mejor Director, y Mejor actor (por Kingsley). El British Film Institute la clasificó como la 34ª mejor película británica del siglo XX. El American Film Institute clasificó la película en el puesto 29 en su lista de las películas más inspiradoras.

## Argumento
El guion de Gandhi está disponible como un libro publicado. La película se abre con una declaración de los cineastas que explican su enfoque al problema de la filmación historia compleja vida de Gandhi:

La vida de ningún hombre puede ser abarcada en una narración. No hay manera de dar a cada año su peso asignado, para incluir a cada evento, cada persona que ayudó a dar forma a su vida. Lo que se puede hacer es ser fiel en espíritu a la grabación y para tratar de encontrar el camino al corazón de un hombre...

La película comienza en el día del asesinato de Gandhi el 30 de enero de 1948. Después de una oración de la tarde, un Gandhi anciano es ayudado por su paseo por la noche para reunirse con un gran número de anfitriones y admiradores. Uno de estos visitantes, Nathuram Godse, le dispara a quemarropa en el pecho. Gandhi exclama: "¡Oh, Dios!" ("Hē Rama" históricamente), y luego cae muerto. La película luego muestra a una gran procesión en su funeral, al que asisten dignatarios de todo el mundo.
Los primeros años de la vida de Gandhi no se representan en la película. La historia retrocede 55 años para mostrar un evento que cambia su vida: en 1893, a los 24 años de edad, Gandhi es sacado de un tren de Sudáfrica por ser un indio sentado en un compartimiento de primera clase a pesar de tener un billete de primera clase. Al darse cuenta de las leyes que están sesgadas en contra de los indios, decide iniciar una campaña de no-cooperación no-violenta por los derechos de todos los indios en Sudáfrica. Después de numerosos arrestos y la atención internacional no deseada, el gobierno finalmente cede mediante el reconocimiento de algunos derechos para los indios.
Después de esta victoria, Gandhi es invitado a la India, donde se considera una especie de héroe nacional. Se le instó a asumir la lucha por la independencia de India, (Swaraj, Quit India) del Imperio Británico. Gandhi está de acuerdo, y monta una campaña de no-cooperación no-violenta de escala sin precedentes, con la coordinación de millones de indios en todo el país. Hay algunos contratiempos, como la violencia contra los manifestantes y encarcelamientos ocasionales de Gandhi. La masacre de Amritsar y la marcha de la sal también se representan en la película.
Sin embargo, la campaña genera una gran atención, y Gran Bretaña se enfrenta a una intensa presión pública. Después de la Segunda Guerra Mundial, Gran Bretaña finalmente le concede la independencia a la India. Los Indios celebran esta victoria, pero sus problemas están lejos de haber terminado. Las tensiones religiosas entre hindúes y musulmanes entran en erupción en violencia en todo el país. Horrorizado, Gandhi declara una huelga de hambre, y dijo que no va a comer hasta que la lucha se detenga.
Los combates se detienen, pero, posteriormente, el país está dividido por la religión. Se decidió que la zona noroeste de la India y la parte oriental de la India (actualmente Bangladés), los dos lugares donde los musulmanes son mayoría, se convertirá en un nuevo país llamado Pakistán. Se espera que al alentar a los musulmanes a vivir en un país independiente, la violencia disminuirá. Gandhi se opone a la idea, y está incluido permitir que Muhammad Ali Jinnah se convierta en el primer ministro de la India, pero la Partición de la India se lleva a cabo, no obstante.
Gandhi pasa sus últimos días tratando de lograr la paz entre ambas naciones. Él, por lo tanto, irrita a muchos disidentes en ambos lados, uno de los cuales lo asesina en una escena al final de la película que recuerda el inicio.
Como Godse dispara a Gandhi, la película se desvanece a negro y Gandhi se escucha en una voz, diciendo: "Oh, Dios". El público ve entonces la cremación de Gandhi; la película termina con una escena de las cenizas de Gandhi que se encuentran dispersos en el sagrado Ganges. A medida que esto sucede, los espectadores oyen a Gandhi en otra voz:

Cuando me desespero, recuerdo que a lo largo de la historia el camino de la verdad y el amor siempre han ganado. Ha habido tiranos y asesinos, y por un tiempo pueden parecer invencibles, pero al final siempre caen. Piense en ello. Siempre.

A medida que la lista de los actores se ve al final, se escucha el himno "Vaishnava Janato".

## Reparto
- Ben Kingsley en el papel de Mohandas Karamchand Gandhi.
- Rohini Hattangadi como Kasturba Gandhi.
- Roshan Seth como Pandit Jawaharlal Nehru.
- Saeed Jaffrey como Sardar Vallabhbhai Patel.
- Virendra Razdan como Maulana Azad.
- Anang Desai como Acharya Kripalani.
- Candice Bergen como Margaret Bourke-White.
- Edward Fox como General Reginald Dyer.
- Sir John Gielgud como  I barón de Irwin.
- Martin Sheen como Vince Walker, periodista ficticio basado libremente en Webb Miller.
- Richard Griffiths como Collins.
- Geraldine James como Mirabehn (Madeleine Slade).
- Alyque Padamsee como Muhammad Ali Jinnah.
- Amrish Puri como Khan.
- Richard Vernon como sir Edward Albert Gait, gobernador de Bihar y Orissa.
- Michael Hordern como sir George Hodge.
- Shreeram Lagoo como Gopal Krishna Gokhale.
- Terrence Hardiman como Ramsay MacDonald.
- Om Puri como Nahari.
- Bernard Hill como el sargento Putnam.
- Daniel Day-Lewis como Colin, un joven que insulta a Gandhi y Andrews.

## Producción
Para hacer la película posible el director hizo un esfuerzo inmenso para conocerle y comprenderle no solo leyendo su biografía escrita por Louis Fischer sino también hablando con gente que lo conocía, incluido Nehru.
Para el papel de Mahatma K. Gandhi se pensó al principio en varios actores. Entre ellos estaban Alec Guinness, Albert Finney, Peter Finch, Tom Courtney, Dirk Bogarde y Anthony Hopkins. Finalmente decidieron que Ben Kingsley era el candidato perfecto ya que se parecía mucho a Gandhi hasta el punto que muchos pensaban que era el fantasma de ese hombre.
El rodaje de la película comenzó el 26 de noviembre de 1980 y terminó el 10 de mayo de 1981.

## Recepción
La película fue un claro éxito de taquilla. Solamente en Estados Unidos hubo ingresos en valor de US$53.800.000.

## Premios de la Academia
| Año  | Categoría                 | Receptor                                                      | Resultado  |
| ---- | ------------------------- | ------------------------------------------------------------- | ---------- |
| 1982 | Mejor película            | Richard Attenborough                                          | Ganador    |
| 1982 | Mejor director            | Richard Attenborough                                          | Ganador    |
| 1982 | Mejor actor               | Ben Kingsley                                                  | Ganador    |
| 1982 | Mejor guion original      | John Briley                                                   | Ganador    |
| 1982 | Mejor montaje             | John Bloom                                                    | Ganador    |
| 1982 | Mejor banda sonora        | Ravi Shankar, George Fenton                                   | Candidatos |
| 1982 | Mejor fotografía          | Ronnie Taylor, Billy Williams                                 | Ganador    |
| 1982 | Mejor dirección artística | Stuart Craig, Bob Laing, Michael Seirton                      | Ganadores  |
| 1982 | Mejor diseño de vestuario | John Bloom, Bhanu Athaiya                                     | Ganadores  |
| 1982 | Mejor maquillaje          | Tom Smith                                                     | Candidato  |
| 1982 | Mejor sonido              | Gerry Humphreys, Robin O'Donoghue, Jonathan Bates, Simon Kaye | Candidatos |